# Chris Rock
Chris Rock   (Andrews, 7 de febrer de 1965) nom artistic de Christopher Julius "Chris" Rock III és un actor, humorista, guionista, productor i director de cinema i televisió. Fou votat com el cinquè humorista de tots els temps per Comedy Central. Al Regne Unit també fou votat com el novè millor humorista del Channel 4 el 2007 i el 2010 fou considerat el vuitè millor.

## Biografia
Després de néixer a Carolina del Sud, els seus pares es van mudar a Crown Heights, a Brooklyn, Nova York. La seva mare, Rosali Tingman, treballava de professora i treballadora social amb malalts mentals. Julius Rock, el seu pare, era conductor de camió i repartidor de diaris. Aquest va morir el 1988 quan el van operar d'una úlcera. Rock té cinc germans perits: Andre, Brian, Kenny, Andi i Jordan.

### Inicis
Rock va començar com a humorista el 1985 en un club de Nova York. A poc a poc va anar guanyant un nom en el món dels humoristes i va aconseguir fer un petit paper a la pel·lícula I'm Gonna Git You Sucka i a la telesèrie Miami Vice. Eddie Murphy, després de veure'l en un club nocturn, es va convertir en el seu amic i mentor. Murphy li va donar un paper important a Rock a Beverly Hills Cop II. A més a més, Rock va fer una prova per a ser locutor de la MTV.

### Dels començaments a mitjans de la dècada dels 90
A 1990, Rock va entrar a formar part del popular equip d'humoristes de la sèrie Saturday Night Live. Amb altres companys de repartiment com Chris Farley, Adam Sandler i David Spade van començar a ser coneguts com els Bad Boys de SNL i es va guanyar grans elogis pel seu paper dramàtic com adicte al crack, a la pel·lícula New Jack City. La seva permanència al SNL li va donar fama internacional, tot i que no apareixia massa a l'espectacle, llevat amb el seu rol recurrent com Nat X. Frustrat, Rock va deixar el show el 1993 per a unir-se al repartiment de In Living Color. Però el show va perdre popularitat i fou suspès pocs mesos després. Llavors, Rock va decidir concentrar-se en la seva carrera cinematogràfica. Va escriure i protagonitzà CB4, que va arribar al número 1 als EUA però va tenir poca distribució a l'exterior. En aquesta època va fer pocs treballs com a actor i Rock va abandonar Hollywood per a concentrar-se en l'humorisme. També va prestar la seva veu al ninot Lil Penny, àlter ego de l'estrella basquetbolista Penny Hardaway en uns anuncis per Nike.

### Personatges que interpretava a Saturday Night Live
- Nat X, militant negre que feia de presentador a l'esquetx The Dark Side.
- Kevin Stubbs, participant d'un concurs de televisió.
- Onski, un dels presentadors de Yo! MTV Raps.
- Buster Jenkins, un ancià que apareixia a Weekend Update.
- Young Pop, un mariner que apareixia a Tales From The Barbecue.

### Personatges que va imitar a SNL
- Idi Amin
- M.C. Hammer
- Nipsey Russell
- Michael Jackson
- Whoopi Goldberg
- Luther Campbell
- Long Dong Silver
- Eddie Murphy, antiguo miembro de SNL.
- Flavor Flav
- Arsenio Hall
- Jaleel White
- Todd Bridges

### Èxits a la comèdia
El seu primer especial de comèdia fou el 1994 a la HBO titulat Big Ass Jokes. Però aquest era el seu segon especial verbal. El 1996, Bring the Pain va reinventar Rock com un dels millors humoristes estatunidencs. La seva rutina, en la que incloïa comentaris de laraça als EUA provocà grans controvèrsies. Rock va guanyar dos Premis Emmy per aquest especial. També va ser molt publicitat el seu paper com a comentarista pel programa de la Comedy Central, Politically Incorrect durant les eleccions presidencials dels EUA del 1996. which earned him another Emmy nomination. Durant aquesta època, Rock també va seguir donant la veu al ninot Lil Penny dels anuncis de la Nike.
Rock, després va tenir dos especials més de la HBO: Bigger & Blacker (més gran i més negre), el 1999 i Never Scared (mai espantat), el 2004. Uns articles que es refereixen a aquests especials van a anomenar a Rock "l'home més graciós d'Amèrica", a el Time i a Entertainment Weekly. HBO també va fer bones crítiques al The Chris Rock Show, en la que Rock entrevistava a celebritats i polítics. El show va guanyar un Premi Emmy pels seus guions. El seu treball a la televisió ja li havia donat tres Premis Emmy i 15 nominacions. Al final de la dècada Rock ja es considerava com un dels principals humoristes de la seva generació.
Durant aquesta època Rock també va traslladar els seus monòlegs en forma de llibre Rock This!, el qual li va donar el Premi Grammy al millor album de comèdia. Altres llibres que va publicar foren Roll with the New, Bigger & Blacker i Never Scared.
El cinquè especial de Rock a la HBO, Kill the Messenger fou premiat el 2008 amb un altre Emmy.

### Cinema i televisió
Fou a finals de la dècada dels 90 quan Rock va començar a fer papers importants al cinema. Entre altres va actuar a Dogma (pel·lícula), Beverly Hills Ninja, Arma Letal 4, Perseguint la Betty, The Longest Yard, Down to Earth i feu el paper protagonista a Down to Earth, film que també va produir.
A més a més, Rock també ha treballat darrere la càmara, com a guionista i director de Head of State i I Think I Love My Wife. A la tardor del 2005, la televisió UPN va fer una sèrie de comedia anomenada Everybody Hates Chris, basada en els dies d'escolar de Rock, de la que ell va ser productor executiu i narrador. La sèrie va guanyar bones crítiques i va gaudir d'un bon share i el 2006 va ser nominada al Premi Globus d'Or pel premi de millor telesèrie (Musical o Comèdia). Altres premis que va guanyar aquest any amb la telesèrie va ser el People's Choice Award (Millor nova comèdia de televisió) i dos Premi Emmy.
Rock també va treballar en documentals: el 2009 va fer Good Hair i Credit is the Devil

### Premis Oscar
El 2005, Rock va presentar la cerimònia del Premi Oscar. Aquesta decisió es va veure com una oportunitat de portar la cerimònia "al límit" i fer-la més rellevant i interessant per als telespectadors més joves.

### Videoclips
El primer videoclip musical de Rock va ser per a la seva cançó Your Mother's Got a Big Head, del seu àlbum Born Suspect. També va fer videoclips per a les seves cançons Champagne, de l'LP Roll With the New i No Sex (In the Champagne Room), de Bigger & Blacker.
Chris Rock també va dirigir i va aparèixer al videoclip de la cançó dels Red Hot Chili Peppers, Hump de Bump, així com al God's Gonna Cut You Down, de Johnny Cash.

## Estil
La seva comèdia normalment parla sobre les divisions racials als EUA, la política, la música, el romanç i les classes socials. Malgrat encara que no estigui directament basada en aquesta, molts dels seus punts de vista còmics s'han anat enllaçant en deu anys. Els seus pares eren molt estrictes i preocupats per les escoles del veïnat i el van inscriure a una escola "blanca" italiana coneguda per a no tenir problemes racials.
El seu estil no és conforme amb la noció estàndard de l'humorisme respecte a la raça. Ell, en aquest aspecte està d'acord amb Bill Cosby, en la dialèctica Niggas vs. Black People i utilitza el primer terme, en contra del que és políticament correcte.
Alguns dels seus mestres són Bill Cosby, Eddie Murphy i Richard Pryor.

## Obres

### Cinema
| Any  | Títol                             | Funció / Paper                    | Notes                    |
| ---- | --------------------------------- | --------------------------------- | ------------------------ |
| 1987 | Beverly Hills Cop II              | Aparcacotxes de la Mansió Playboy |                          |
| 1988 | Comedy's Dirtiest Dozen           | Ell mateix                        | Directe a vídeo          |
| 1988 | I'm Gonna Git You Sucka           | Rib Joint Customer                |                          |
| 1989 | Who Is Chris Rock?                | Ell mateix                        | Documental, curtmetratge |
| 1991 | New Jack City                     | Pookie                            |                          |
| 1992 | Boomerang                         | Bony T                            |                          |
| 1993 | CB4                               | Albert/MC Gusto                   | coguionista              |
| 1995 | The Immortals                     | Deke Anthony                      |                          |
| 1995 | Panther                           | Yuck Mouth                        |                          |
| 1997 | Beverly Hills Ninja               | Joey                              |                          |
| 1998 | Dr. Dolittle                      | Rodney                            | Veu                      |
| 1998 | Lethal Weapon 4                   | Detectiu Lee Butters              |                          |
| 1999 | Torrance Rises                    | Ell mateix                        | Documental               |
| 1999 | Dogma                             | Rufus                             |                          |
| 2000 | Perseguint la Betty (Nurse Betty) | Wesley                            |                          |
| 2001 | Down to Earth                     | Lance Barton                      | coguionista              |
| 2001 | Artificial Intelligence: A.I.     | Comediant                         | Veu                      |
| 2001 | Pootie Tang                       | JB/Radio DJ/Padre de Pootie       | Productor                |
| 2001 | Osmosis Jones                     | Osmosis Jones                     | Veu                      |
| 2001 | Jay and Silent Bob Strike Back    | Chaka Luther King                 |                          |
| 2002 | Bad Company                       | Jake Hayes/Kevin Pope             |                          |
| 2002 | Comedian                          | Ell mateix                        | Documental               |
| 2003 | Pauly Shore is Dead               | Ell mateix                        |                          |
| 2003 | Head of State                     | Mays Gilliam                      | Director, coguionista    |
| 2004 | The N-Word                        | Ell mateix                        | Documental               |
| 2004 | Paparazzi                         | Repartidor de pizza               |                          |
| 2005 | The Aristocrats                   | Ell mateix                        | Documental               |
| 2005 | Madagascar                        | Marty                             | Veu                      |
| 2005 | The Longest Yard                  | Caretaker                         |                          |
| 2007 | I Think I Love My Wife            | Richard Cooper                    | director i coguionista   |
| 2007 | Bee Movie                         | Mooseblood el Mosquit             | Veu                      |
| 2008 | Madagascar 2                      | Marty                             | Veu                      |
| 2009 | Good Hair                         | Ell mateix                        | Documental               |
| 2010 | Grown Ups                         | Kurt                              |                          |
| 2013 | Grown Ups 2                       | Kurt                              |                          |

### Televisió
- 1987 Miami Vice (episodi "Missing Hours")
- 1990-1993 Saturday Night Live (membre del càsting)
- 1993-1994 In Living Color
- 1995 The Fresh Prince of Bel-Air (episodi "Get a Job")
- 1996-1998 The Moxy Show (veu) (no surt als crèdits)
- 1996 Martin (episodi "The Love Jones Connection")
- 1996 Homicide: Life on the Street (episodi "Requiem for Adena")
- 1996 Politically Incorrect
- 1997 Anex:MTV Video Music Awards|MTV Video Music Awards (presentador)
- 1997-2000 The Chris Rock Show (membre del càsting, guionista)
- 1998 King of the Hill (episodi "Traffic Jam")
- 1999 MTV Video Music Awards (presentador)
- 2003 MTV Video Music Awards (presentador)
- 2004 77th Academy Awards (presentador)
- 2004-Presente Everybody Hates Chris (narrador, creador)

#### Especials de la HBO
- Uptown Comedy Express (1987)
- Big Ass Jokes (1994)
- Chris Rock: Bring the Pain (1996)
- Bigger & Blacker (1999)
- Never Scared (2004)
- Kill the Messenger (2008)

### Discografia
- Born Suspect (1991) Atlantic
- Roll With the New (1997) DreamWorks
- Bigger & Blacker (1999) DreamWorks
- Never Scared (2005) Geffen

### Llibres
- Rock This! (Hyperion Books, 1997) - ISBN 0-7868-6289-0